# Z notacija
Z notacija se uporablja za opis in modeliranje računalniških sistemov. Namenjena je jasnim specifikacijam računalniških programov ter sistemov osnovanih na računalnikih.  
Notacija ima osnovo v Zermelo-Fraenkelovi teoriji množic (ime ima po Nemcu Ernestu Zermelu (1871 – 1953) in Izraelcu Abrahamu Fraenkelu (1891- 1965)).

## Orodja
- Skupnost za uporabo Z orodij
- Orodja za razvoj
- Mikov Fuzz Type-Checker za notacijo Z Arhivirano 2006-03-26 na Wayback Machine.
- Z/EVES Priročniki
- Preizkuševalec za Z notacijo Arhivirano 2013-02-07 na Wayback Machine.
- CADiZ, skupina brezplačnih orodij za pomoč pri Znotaciji Arhivirano 2011-01-26 na Wayback Machine.
- ProofPower skupina odprtokodnih orodij, ki podpirajo Z notacijo